# 建平 (后燕)
建平（398年十月-398年十二月）是十六国时期后燕君主慕容盛的年號，共計三個月，也是後燕的第七個年號。

## 纪年
| 建始 | 元年  |
| ---- | ----- |
| 公元 | 398年 |
| 干支 | 戊戌  |

## 参看
- 中国年号索引
- 其他使用建平年號的政權
- 同期存在的其他政权年号
  - 隆安（397年正月-401年十二月）：東晉皇帝晋安帝司马德宗的年号
  - 太初（388年六月-400年七月）：西秦政权乞伏乾歸年号
  - 皇初（394年五月-399年九月）：后秦政权姚興年号
  - 龙飞（396年六月-399年十二月）：后凉政权吕光年号
  - 太初（397年正月-399年十二月）：南凉政权秃发乌孤年号
  - 神玺（397年五月-399年正月）：北凉政权段业年号
  - 皇始（396年七月-398年十二月）：北魏政权拓跋珪年号
  - 天兴（398年十二月-404年十月）：北魏政权拓跋珪年号